# Sphagnum aongstroemii
Sphagnum aongstroemii là một loài rêu trong họ Sphagnaceae. Loài này được C. Hartm. mô tả khoa học đầu tiên năm 1858.